# Миријево
Миријево је насеље у Београду. Налази се на око 7 km од центра града, у општини Звездара.

## Име
За настанак имена Миријево нема научне документације, али има више претпоставки. Према предању, у околини Кичева (Македонија) постојало је село Мирово, које се помиње у једном турском историјском запису из 15. века. Под налетом турског зулума село је расељено и његови становници су у 18. веку у околину Београда и основали насеље данашње Миријево. Према другом извору, на територији Миријева закључен је мир између Турака и Аустријанаца пружањем руке једни другима и речима „ево мир.“ Име може да потиче и од турске речи „мирија“, што значи дажбине у натури које су у то време плаћали сељаци околних села у магази чији је данашњи локалитет данас околина ВК Звезде 26. Некадашње Миријево се налазило на месту данашњег спортског центра „Олимп“. Како је туда пролазио цариградски пут, Турци су у доласку и повратку свраћали пљачкајући народ и остављајући за собом пустош. То је Миријевцима дојадило, те су се преместили на место где је данашње Миријево, које је тада било под густом шумом, а пута није било. Тако су Миријевци дошли овде ради мира, те је и село добило име по томе. Кроз векове Миријево је имало више имена: Мирине, Мирановац, Мирјевци, Мирање, Милијеро, Мирова, Мириова и Мириа-Небел, у време када је Миријево било чисто немачко село.

## Историја
Од почетка нове ере, када је оформљен Сингидунум (Београд) - узводно уз Миријевски поток 2-3 km од Роспи ћуприје, келтска и илирска племена су заснивала своја насеља, о чему сведочи пронађен стари новац и остаци темеља кућа тог времена. Најстарији новац пронађен у Миријеву је новчић римског цара Лицинија (263-223) из 3. века нове ере.
Године 1456. Београд је нападнут од стране Турака кога су бранили Угари, а том приликом резервна турска војска је била на падинама леве обале миријевског потока.
Један од најстаријих писаних података важан за име Миријево датира из турског периода, а то су катастарски пописи Београда и околине за период 1476-1566. То су пописи мушког становништва, јер су се на тај начин плаћале дажбине. У документу који потиче из 1560. године стоји да је Миријево-вакуф (земљишни посед) као и остала околна села додељено Јахија-паши, нарочито због добрих винограда. При опису села у 18. веку, чувени турски путописац Евлија Челебија за Миријево са околином користи опис „прави ружичњаци и рајски вртови.“
Године 1721. Миријево је имало само 7 кућа. Те године у њему, у близини данашње цркве, била је џамија коју су саградили Турци. Доласком Немаца она је претворена у католичку цркву. У вихору ратова који су вођени на просторима Балканског полуострва, Миријево је више пута мењало своје становништво, а један број људи је ипак остао, што говори и чињеница о разноврсности становништва.
Прва школа у Миријеву је почела са радом 1833. године, те је у околини Београда она и најстарија школа. Од ње је једино старија „Краља Петра Првог“ (бивша „Браћа Рибар“), која је у исто време и најстарија школа у Србији. Први учитељ је био Глигорије Несторовић. Од 1833. до 1851. године рад те школе је био повремен из неколико разлога: недовољан број ученика, недостатак школске зграде (школе тог времена нису наменски грађене, већ се настава одвијала у кући имућнијих сељака). Тек после 1851. године у Миријеву је школа стално радила. Укупно, Миријево је имало 9 школских зграда, од чега данас постоји 8, док је једна зграда срушена 1910. Данас се настава одвија у 2 школе: „Деспот Стефан Лазаревић“ и „Павле Савић“, док је некадашња школа „Вукица Митровић“ претворена у Седму београдску гимназију.
Црква Светог пророка Илије је саграђена 1834. године од материјала који је узет по одобрењу кнеза Милоша због дотрајалости разрушеног манастира светог Стевана из села Сланце. Део материјала узетог за градњу је употребљен и за израду чесме код цркве која се налази испред МЗ Старо Миријево. Пошто првобитно саграђени храм није имао звоник, он је накнадно саграђен 1873. године. Реконструкција и новоосликане фреске цркве су урађене 1998. године.
У Миријеву се налази и Храм Светог Великомученика Пантелејмона у Миријеву.
У Миријеву се налазе две библиотеке које су огранци општинске библиотеке „Вук Караџић” на Звездари - огранак „Драгиша Витошевић”, Миријевски венац 4 (у близини окретнице аутобуса 46) и огранак „Мома Димић”, Школски трг 2 (у згради старе школе, поред цркве Светог пророка Илије), која је добила име по књижевнику Моми Димићу, једном од најпознатијих Миријеваца.

## Положај и географија
Миријево се налази око 5 km у правцу исток-југоисток од центра Београда, на источном рубу урбане зоне. Оно заузима у јужни део долине Миријевског потока (који тече у правцу севера, да се код Роспи ћуприје улије у рукавац Дунава), у амфитеатру од брдâ, отвореном ка северу, према Дунаву и банатској равници с друге стране реке.
Брда око Миријева су (супротно казаљки на сату): Звездара (највиши врх Велики Врачар 253м) према северозападу и западу; Зелено брдо (северно од Малог Мокрог Луга) и Стојчино (или Стојичино) брдо (270 м) према југу; према истоку су Градац (изнад насеља „Шоферски рај“ одн. Миријева ИВ) и Орловица (265 м, на неким плановима града уписано и као Орловача); Лешће (253 м) је према североистоку. Једини преостали део долине за урбанизацију је крај Бајдина, према југоистоку.
Ако говоримо о административном подручју месне заједнице „Миријево“, оно се протеже и источно од „амфитеатра“. Захвата горњи (западни) део удолине између брдâ Градац (јужно од брда Орловица) и Осовље (јужно од места Сланци) на северу и Ериног брда на југу, а у удолини се налази извор Студенац.
Миријево се граничи са насељима: Ћалије на северу, Звездара на западу и Мали Мокри Луг на југу.

## „Пролетерско насеље“
Већ у пролеће 1967. године почело је да се гради „Пролетерско насеље“. Скупштина општине Звездара доделила је бесплатно 50 плацева за сто породица радницима и службеницима фабрике обуће „Пролетер“, данас „Београд“. Власници плацева били су ослобођени комуналија, једино су платили воћке сељацима. Прву зграду у том насељу подигла су три ортака: Милош Мандић, Добривоје Златковић и Александар Михајловић.
Дана 18. децембра 1976. године у „миријевској лепотици“ усељен је и први становник Новог насеља Миријево. То је једина зграда са црвеном опеком и налази се испод окретнице аутобуса 46. Ту част да први добије кључеве од новог стана, у касније највећем градилишту Балкана, имао је Милутин Лепојевић у Петраркиној улици. Једно време то градилиште је бројало и по 30 кранова (дизалица).
Миријево је и данас у изградњи, те се полако губи село Миријево које је доскора било надомак Београда.

## Становништво
Миријево има 36.000 становника, према попису из 2002. године. Највећи пораст становника десио се 1978. године када је изграђено Пролетерско насеље.
| Демографија | Демографија | Демографија |
| Година      | Становника  | Становника  |
| ----------- | ----------- | ----------- |
| 1921.       | 1.410       |             |
| 1953.       | 2.100       |             |
| 1971.       | 7.928       |             |
| 1981.       | 18.000      |             |
| 1991.       | 34.456      |             |
| 2002.       |             | 36.590      |
| 2011.       | 41.407      |             |

## Галерија
- Миријевски поток у Миријеву
- Миријевски булевар
- Поглед на Миријево
- Миријевска долина